# Новоколпаково
Новоколпаково — село в Алейском районе Алтайского края России. Входит в состав Большепанюшевского сельсовета.

## География
Расположено в центральной части края, в лесостепной зоне, у реки Алей.
Климат
резко континентальный. Средняя температура января −17,6ºС, июля — + 20ºС. Годовое количество осадков — 440 мм.

## История
Основано в 1862 году.
В 1928 году село Ново-Колпаково состояло из 229 хозяйств. Центр Ново-Колпаковского сельсовета Алейского района Барнаульского округа Сибирского края.

## Население
| 1926 | 1997 | 1998 | 1999 | 2000 | 2001 | 2002 | 2003 | 2004 |
| ---- | ---- | ---- | ---- | ---- | ---- | ---- | ---- | ---- |
| 1306 | ↘218 | ↘210 | ↘204 | ↘192 | ↗197 | ↘186 | ↘174 | ↗176 |
| 2005 | 2006 | 2007 | 2008 | 2009 | 2010 | 2011 | 2012 | 2013 |
| ↘170 | ↘155 | ↘139 | ↗145 | ↘122 | ↘118 | →118 | ↘93  | ↘91  |

национальный состав
В 1928 году основное население — русские.
Согласно результатам переписи 2002 года, в национальной структуре населения русские составляли 96 %.

## Инфраструктура
Отделение почтовой связи 658108.
Экономика
Основное направление — сельское хозяйство.

## Транспорт
Посёлок доступен по дороге общего пользования межмуниципального значения «подъезд к с. Новоколпаково» (идентификационный номер 01 ОП МЗ 01Н-0124) протяжённостью 12,1 километров.